# Ricse, Borsod-Abaúj-Zemplén
Ricse este un sat în districtul Cigánd, județul Borsod-Abaúj-Zemplén, Ungaria, având o populație de 1.829 de locuitori (2011). 

## Demografie
Componența etnică a satului Ricse
     Maghiari (85,08%)
     Romi (14,92%)
Componența confesională a satului Ricse
     Reformați (46,36%)
     Fără religie (13,23%)
     Romano-catolici (8,53%)
     Greco-catolici (3,12%)
     Necunoscută (28,76%)
     Alte religii (2,57%)
Conform recensământului din 2011, satul Ricse avea 1.829 de locuitori. Din punct de vedere etnic, majoritatea locuitorilor (85,08%) erau maghiari, cu o minoritate de romi (14,92%). Nu există o religie majoritară, locuitorii fiind reformați (46,36%), persoane fără religie (13,23%), romano-catolici (8,53%) și greco-catolici (3,12%). Pentru 28,76% din locuitori nu este cunoscută apartenența confesională.